# Instytut Socjologii Uniwersytetu Opolskiego
Instytut Socjologii Uniwersytetu Opolskiego (IS UO) – była jednostka dydaktyczno-naukowa należąca do struktur Wydziału Nauk Społecznych Uniwersytetu Opolskiego.  

## Historia
Instytut Socjologii Uniwersytetu Opolskiego powstał w 2006 roku w wyniku przekształcenia Instytutu Filozofii i Socjologii UO w dwa odrębne instytuty. 
Dzielił się na 3 zakłady. Prowadził działalność dydaktyczną i badawczą związaną z socjologią narodu i stosunków etnicznych, antropologią społeczną, teorią rozwoju lokalnego, zagadnieniami patologii społecznej i wzorów społecznych. Instytut oferował studia na kierunku socjologia. W instytucie kształciło się studentów w trybie dziennym i zaocznym. Jego kadrę naukową tworzyło 15 pracowników naukowo-dydaktycznych, w tym: 2 profesorów zwyczajnych, 4 profesorów nadzwyczajnych ze stopniem doktora habilitowanego, 9 adiunktów ze stopniem doktora. Siedzibą instytutu był gmach Collegium Civitas im. Bolesława Wierzbiańskiego, położony przy ulicy Katowickiej 89 w Opolu. 
W roku 2019 Instytut Socjologii został zlikwidowany, większość jego pracowników pozostała na Wydziale Nauk Społecznych, w Instytucie Nauk Pedagogicznych (INP). W strukturze INP utworzono Katedrę Nauk Socjologicznych i Pracy Socjalnej, której kierowniczką została dr hab. Anna Weissbrot-Koziarska. 1 września 2022 roku ta jednostka została podzielona na Katedrę Pedagogiki Społecznej (kierowaną przez dr hab. Anną Weissbrot-Koziarską) oraz Katedrę Nauk Socjologicznych (kierowaną przez dr Magdalenę Piejko-Płonkę). Ostatnia z wymienionych jednostek ma stać się bazą do odbudowy Instytutu Socjologii w ramach Uniwersytetu Opolskiego. 

## Adres
Instytut Socjologii 

Uniwersytetu Opolskiego 

ul. Katowicka 89 

45-061 Opole

## Poczet dyrektorów
- 2006-2016: prof. dr hab. Krzysztof Frysztacki
- 2016-2018: dr hab. Anna Śliz, prof. UO
- 2018-2019: dr hab. Robert Geisler, prof. UO

## Kierunki kształcenia
Instytut kształcił studentów na kierunku socjologia na studiach pierwszego stopnia (3-letnich) w trybie dziennym i zaocznym. Po ukończeniu studiów uzyskiwało się tytuł zawodowy licencjata, który umożliwiał kontynuowanie kształcenia w ramach studiów drugiego stopnia (2-letnich). Po ich odbyciu absolwent otrzymywał tytuł zawodowy magistra. Do wyboru były następujące specjalizacje:
- socjologia problemów społecznych
- design i projektowanie społeczne
- badania socjologiczne w praktyce społecznej
- socjologia organizacji
- Intercultural Communication

## Struktura organizacyjna

### Zakład Badań Społecznych, Marketingowych i Rynkowych
Pracownicy:
- Kierownik: dr hab. Robert Geisler, prof. UO
- dr hab. Teresa Sołdra-Gwiżdż, prof. UO
- dr Elżbieta Nieroba
- dr Magdalena Piejko
- dr Michał Wanke

### Zakład Antropologii i Socjologii Kultury
Pracownicy:
- Kierownik: prof. dr hab. Anna Barska
- dr Borys Cymbrowski
- dr Tadeusz Detyna
- dr Marek Korzeniowski
- dr Iwona Sobieraj

### Zakład Socjologii Miasta i Przestrzeni Społecznej
Pracownicy:
- Kierownik: prof. dr hab. Marek Szczepański
- dr hab. Andrzej Boczkowski, prof. UO
- dr hab. Anna Śliz, prof. UO
- dr Kamilla Biskupska
- dr Anna Kopczak-Wirga

## Siedziba
Siedzibą Instytutu Socjologii UO był otwarty 1 marca 2007 roku budynek Collegium Civitas im. Bolesława Wierzbiańskiego, znajdujący się przy ulicy Katowickiej 89 na terenie kampusu Uniwersytetu Opolskiego. Początkowo mieścił on także Instytuty: Politologii oraz Filozofii. Obecnie znajduje się tam Katedra Nauk Socjologicznych (Wydział Nauk Społecznych) oraz całość Wydziału Nauk o Polityce i Komunikacji Społecznej.
Znajdowała się w nim sala audytoryjna, która mogła pomieścić około 120 osób. Budynek zajmował 5 tysięcy metrów kwadratowych powierzchni na której znajdowało się 20 sal dydaktycznych i 6 seminaryjnych oraz Międzyinstytutowa Biblioteka Politologii, Filozofii i Socjologii.